# サンダンサー
サンダンサー（英: Sundancer）は、アメリカ合衆国の民間企業ビゲロー・エアロスペースが開発していた、膨張式の宇宙ステーションモジュールである。当初の構想では3タイプ目の試作機であり、アメリカ航空宇宙局 (NASA) のトランスハブに由来する膨張式モジュールとして初めての有人機となる計画であった。同社の商用宇宙ステーション実現に向けてのテストとシステムの確認に用いられる予定で、成功した場合は、そのまま提案されていた商業用宇宙ステーションの最初の区画となるはずだった。
サンダンサーはネバダ州ノースラスベガスの同社の工場で建造中の状態であったが、2011年7月、ビゲローはサンダンサーをステーション計画から取り除き、サンダンサーの次に計画していたBA 330を直接生産することを発表した。